# Body art

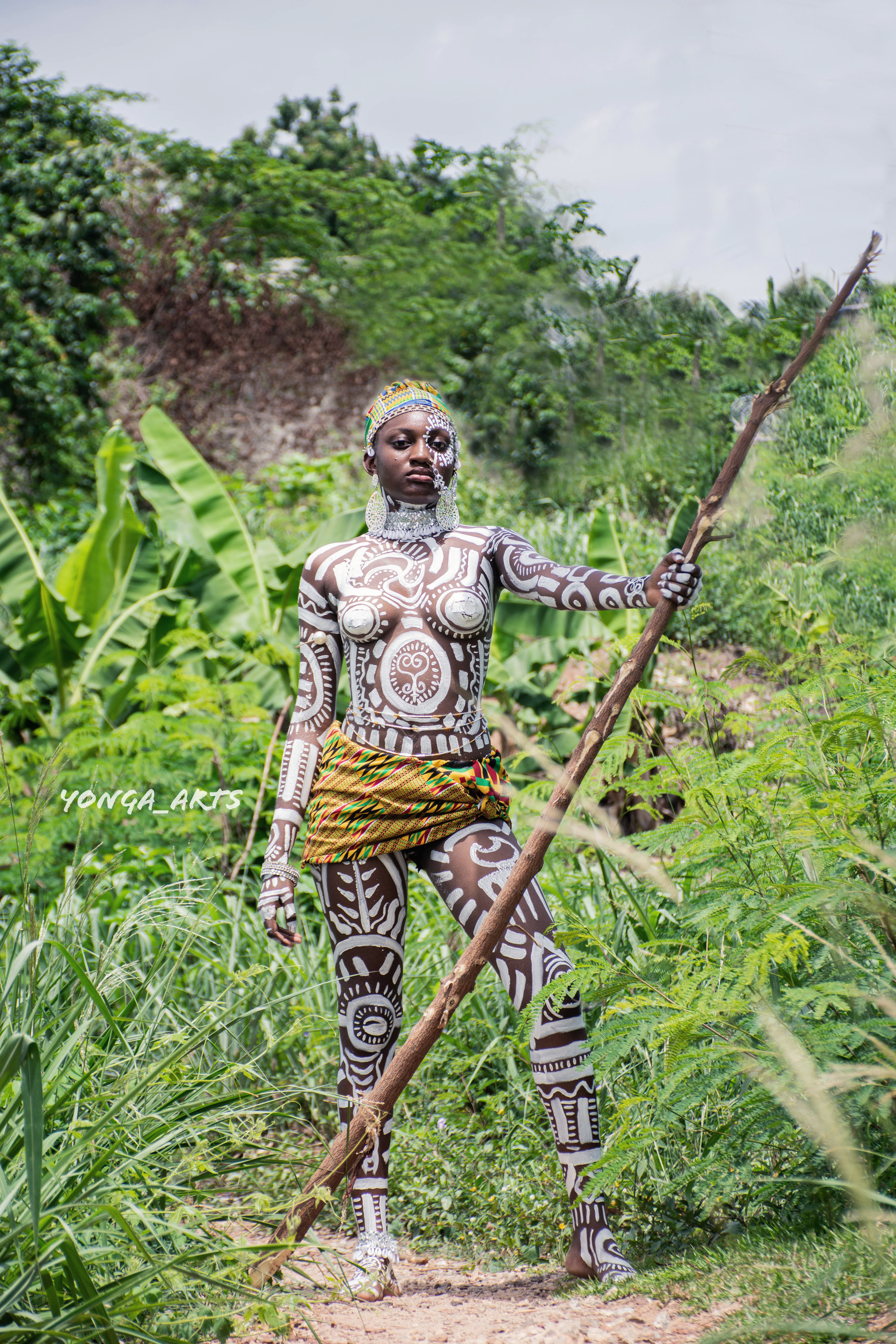
Body artové dílo peruánské umělkyně Cecilie Paredesové

Body art nebo body-art je umělecká tvorba na lidském těle, nebo s využitím lidského těla. Nejznámějšími technikami body artu jsou tetování, piercing a malování na tělo. K dalším technikám patří skarifikace, subdermální implantáty, tetování hennou (Mehndi), různé deformace těla (jako stažení pasu, nejčastěji dlouhodobým nošením korzetu), propojování těla s moderními technologiemi apod. Většina těchto technik byla vyvinuta a je dosud užívána přírodními národy, obvykle za účelem rituálů. Proto bývá užívání body artu často dáváno do souvislosti s tzv. moderním nebo městským primitivismem. Často jde o projev subkulturních identifikací. Vyloženě umělecké ambice má body art výjimečně, ale i jako specifický umělecký proud existuje, jako podžánr performačního umění nebo konceptualismu. Za průkopníky body artu v umění bývají považováni představitelé vídeňského akcionismu, reprezentovali ho také Marina Abramovićová, Vito Acconci, Stelarc nebo fotograf Spencer Tunick. Proslulou je performance s užitím body artu Rhythm 0, kterou v roce 1974 uspořádala konceptuální umělkyně Marina Abramovićová v Neapoli. Stála nehybně v místnosti, na stole před ní leželo 72 různých předmětů, některé neškodné (kniha, olej, peří, růže) a některé potenciálně nebezpečné (hřebíky, nůžky, jehly, zbraň). Publikum mělo možnost kterýkoli z předmětů vůči Abramović libovolně použít. Odvaha diváků se postupně stupňovala a během šesti hodin, kdy performance trvala, ji postupně zbavili oblečení, pořezali na několika místech, dokonce ji vložili nabitou zbraň do ruky a přiložili ji k jejímu tělu.